# IRAK4
IRAK4 (англ. Interleukin 1 receptor associated kinase 4) – білок, який кодується однойменним геном, розташованим у людей на короткому плечі 12-ї хромосоми. Довжина поліпептидного ланцюга білка становить 460 амінокислот, а молекулярна маса — 51 530.
| 10         |  | 20         |  | 30         |  | 40         |  | 50         |
| ---------- |  | ---------- |  | ---------- |  | ---------- |  | ---------- |
| MNKPITPSTY |  | VRCLNVGLIR |  | KLSDFIDPQE |  | GWKKLAVAIK |  | KPSGDDRYNQ |
| FHIRRFEALL |  | QTGKSPTSEL |  | LFDWGTTNCT |  | VGDLVDLLIQ |  | NEFFAPASLL |
| LPDAVPKTAN |  | TLPSKEAITV |  | QQKQMPFCDK |  | DRTLMTPVQN |  | LEQSYMPPDS |
| SSPENKSLEV |  | SDTRFHSFSF |  | YELKNVTNNF |  | DERPISVGGN |  | KMGEGGFGVV |
| YKGYVNNTTV |  | AVKKLAAMVD |  | ITTEELKQQF |  | DQEIKVMAKC |  | QHENLVELLG |
| FSSDGDDLCL |  | VYVYMPNGSL |  | LDRLSCLDGT |  | PPLSWHMRCK |  | IAQGAANGIN |
| FLHENHHIHR |  | DIKSANILLD |  | EAFTAKISDF |  | GLARASEKFA |  | QTVMTSRIVG |
| TTAYMAPEAL |  | RGEITPKSDI |  | YSFGVVLLEI |  | ITGLPAVDEH |  | REPQLLLDIK |
| EEIEDEEKTI |  | EDYIDKKMND |  | ADSTSVEAMY |  | SVASQCLHEK |  | KNKRPDIKKV |
| QQLLQEMTAS |  |            |  |            |  |            |  |            |

A: Аланін

C: Цистеїн

D: Аспарагінова кислота

E: Глутамінова кислота

F: Фенілаланін

G: Гліцин

H: Гістидин

I: Ізолейцин

K: Лізин

L: Лейцин

M: Метіонін

N: Аспарагін

P: Пролін

Q: Глутамін

R: Аргінін

S: Серин

T: Треонін

V: Валін

W: Триптофан

Кодований геном білок за функціями належить до трансфераз, кіназ, серин/треонінових протеїнкіназ, фосфопротеїнів. 
Задіяний у таких біологічних процесах, як імунітет, вроджений імунітет, ацетилювання, альтернативний сплайсинг. 
Білок має сайт для зв'язування з АТФ, нуклеотидами, іоном магнію. 
Локалізований у цитоплазмі.